# Túneles de la M-30

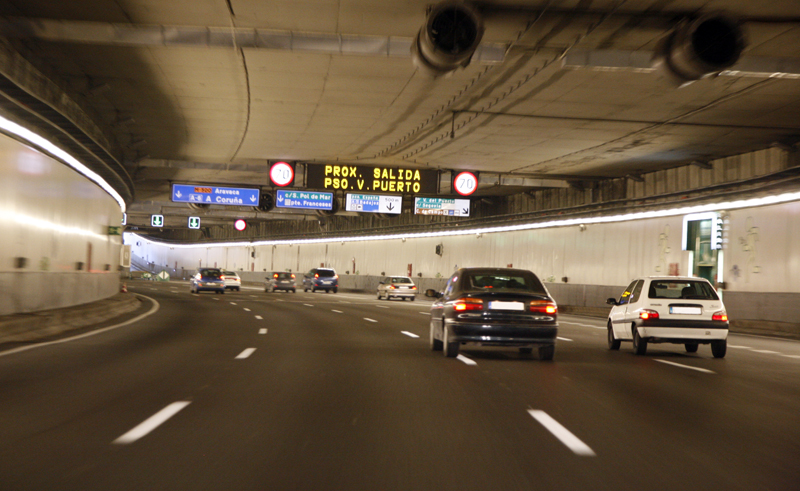
Túnel de la M-30 a la altura del paseo de la Virgen del Puerto.

Los túneles de la M-30 son un conjunto de cuatro túneles carreteros en doble tubo cada uno de ellos que forman parte de la M-30, vía de circunvalación de Madrid. La longitud total de los cuatro túneles es de 43.085 metros (43 kilómetros). Los túneles de la M-30 forman la mayor red de túneles urbanos de Europa.

## Historia
Hasta 2004 la M-30, anillo vial que circunvala la capital de España, discurría en superficie atravesando parte de la ciudad, especialmente en sus tramos este y sur. El alcalde Alberto Ruiz-Gallardón resultó elegido tras las elecciones municipales de 2003 y ejecutó el proyecto consistente  en enterrar la M-30 en su tramo sur, el que coincide con el río Manzanares y excavar mediante tuneladora un enlace entre la M-30 sur a la altura del puente de Toledo y la M-30 este a la altura de su conexión con la A-3. En 2004 dieron comienzo las obras que duraron poco más de tres años. A partir de enero de 2007 los túneles fueron inaugurándose paulatinamente.

## Túneles

### Túnel del Manzanares
- Longitud: 5973 metros[2]
- Tubos: 2
- Carriles: 3-6 por sentido

### Bypasssur
- Longitud: 4156 metros[3]
- Tubos: 2
- Carriles: 3 por sentido

### Bypassnorte (pendiente de construcción)
- Longitud: 9004 metros
- Tubos: 2
- Tipo: 4187 m con tuneladora y 4817 falso túnel
- Carriles: 3 por sentido

### Túnel de la avenida de Portugal
- Longitud: 1306 metros
- Tubos: 1
- Tipo: 1306 metros falso túnel
- Carriles: 4 por sentido